# Millettia nathaliae
Millettia nathaliae är en ärtväxtart som beskrevs av Du Puy och Jean-Noël Labat. Millettia nathaliae ingår i släktet Millettia och familjen ärtväxter. IUCN kategoriserar arten globalt som starkt hotad. Inga underarter finns listade i Catalogue of Life.